# 김기수 (조선)
김기수(金綺秀, 1832년 3월 30일 ~ 1894년 6월 30일)는 조선 말기의 문신이다. 자(字)는 연지(秊芝), 호는 창산(蒼山)이고, 본관은 연안(延安)이다.

## 생애
1867년 학행 관련 음서에 선발되어 현감(縣監)을 지내다가, 1875년(고종 12년) 별시 문과에 병과로 급제, 응교(應敎)로 뽑혔다. 1876년 예조참의로 있을 때, 강화도 조약의 결과 파견하기로 한 수신사의 대표로 결정되어 일행 75명과 함께 일본 기선 고류(黃龍)호를 타고 일본 제국으로 건너가 온갖 극진한 대접을 받으며 근대화한 일본의 문물을 둘러보고 왔다. 1876년 음력 6월 귀국하여 《일동기유》(日東記游), 《수신사일기》(修信使日記) 등을 썼다. 이를 계기로 조정의 일본에 대한 관념이 호전되어 뒤에 신사유람단을 보내게 된 동기를 만들었다.

## 가족 관계
- 증조부: 김재칠(金載七)
  - 할아버지: 김선(金䥧)
    - 아버지: 김준연(金駿淵)
    - 어머니 : 평산 신씨 부인
      - 부인 : 유운환(兪雲煥)의 딸
        - 장남 : 김사식(金思軾, 1845년 ~ ?)
        - 차남 : 김사철(金思轍, 1847년 ~ 1935년)
        - 삼남 : 김사중(金思重, 1851년 ~ ?)

  - 외조부: 신재관(申在寬)[3]

## 참고 자료
- 《글로벌 세계대백과사전》,  〈개화정책과 그 반향〉